# Europeiska fria alliansen
Europeiska fria alliansen (EFA) är ett europeiskt parti, som verkar för minoritetsrättigheter och självständighet eller självstyrelse för olika minoriteter i Europeiska unionens medlemsstater. I Europaparlamentet ingår partiet i Gruppen De gröna/Europeiska fria alliansen (De gröna/EFA).
Partiets rötter sträcker sig tillbaka till 1980-talet, då flera regionalistiska partier gick samman och bildade EFA. Sedan dess har olika partier som förespråkar självständighet eller självstyrelse anslutit sig till Europeiska fria alliansen. Partiet är positivt inställt till EU, och förespråkar ofta självständiga regioner som istället samarbetar genom EU.
Mellan 2004 och 2010 var Nelly Maes partiledare. I EFA ingår bland annat Ålands Framtid, Scottish National Party, Bayernpartei och Eusko Alkartasuna. I parlamentet har det sju ledamöter. EFA har också ett eget ungdomsförbund.
Den 27 juli 2017 erhöll Europeiska fria alliansen status som ett europeiskt parti av myndigheten för europeiska politiska partier och europeiska politiska stiftelser enligt det nya regelverk som trädde i kraft 2017.
Oriol Junqueras är ordförande för EFA i Europaparlamentet sedan den 7 januari 2020 och i egenskap av detta även vice ordförande i G/EFA-gruppen.

## Historia

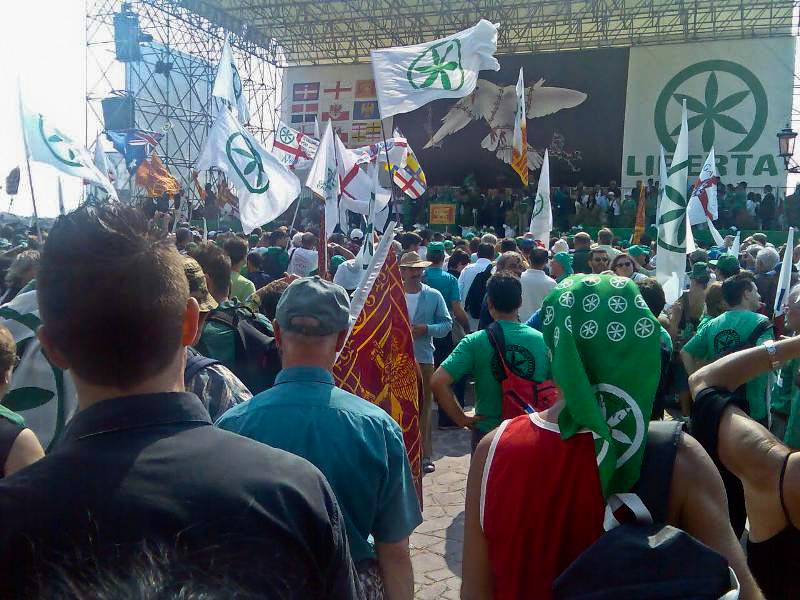
Ett möte inom Lega Nord, som uteslöts ur EFA under 90-talet.

Europeiska fria alliansens rötter sträcker sig ända tillbaka till 1980-talet. I Europaparlamentsvalet 1979 valdes fem regionalistiska partier in i parlamentet. De anslöt sig dock till olika partigrupper och samarbetade inte sinsemellan. 1981 kom flera regionalistiska partier överens om att bilda en europeisk plattform, kallad Europeiska fria alliansen. Det var dock inte förrän efter Europaparlamentsvalet 1989 som de regionalistiska partierna formade en egen partigrupp. I Europaparlamentsvalet 1994 förlorade EFA kraftigt i stöd och uteslöt dessutom italienska Lega Nord för dess samarbete med post-fascistiska Nationella alliansen. Efter Europaparlamentsvalet 1999 formade EFA en gemensam partigrupp med Europeiska gröna partiet. Denna partigrupp, Gruppen De gröna/Europeiska fria alliansen (G/EFA), existerar fortfarande.
Europeiska fria alliansen har traditionellt sett haft ett svagt inflytande i Europeiska unionens institutioner, men många medlemspartier från flera olika håll i Europa. I Europaparlamentsvalet 2009 vann partiet sju mandat, vilket var två fler än vad partiet hade innan valet. Partiledare var Nelly Maes mellan år 2004 och 2010, då Eric Defoort tog över.

## Ideologi och politik

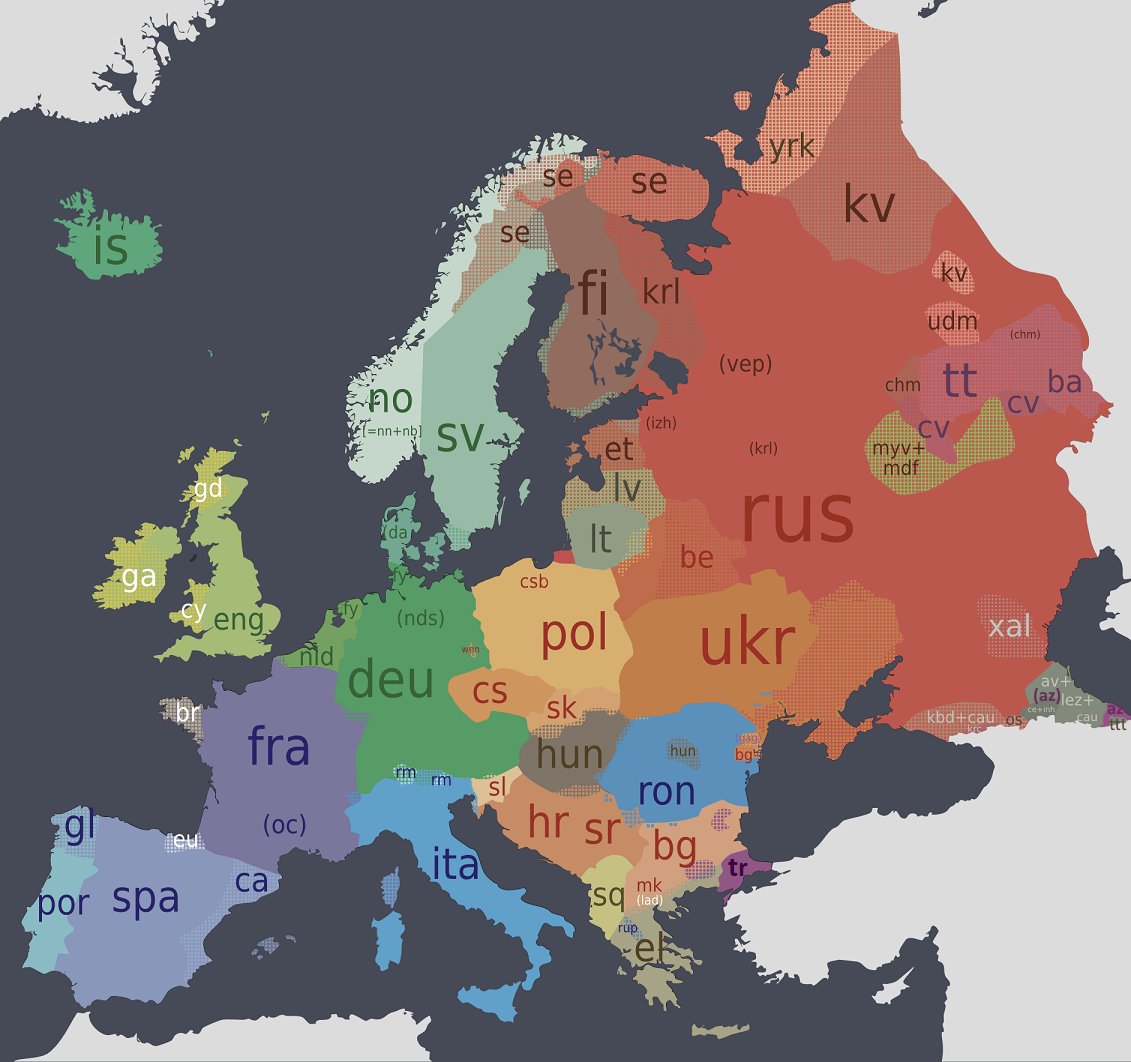
Olika språk i Europa.

Europeiska fria alliansen består av partier som alla är regionalistiska. Medlemspartierna är dock mer eller mindre separatistiska eller, ibland, federalistiska. Gemensamt för alla medlemspartier är att de representerar minoritetsgrupper som strävar efter ökat självstyre eller självständighet.
Europeiska fria alliansen är generellt sett positivt inställt till EU-samarbetet, i synnerhet för att stärka minoritets rättigheter. Flera av medlemspartiera är mer positiva till sin regions medlemskap i EU än "medlemskapet" i det egna medlemslandet.
EFA är en stark anhängare av subsidiaritet och decentralisering. Partiet vill motverka en centralisering, samtidigt som det välkomnar bildandet av nya europeiska stater.
Bland medlemspartierna återfinns bland annat Scottish National Party, Bayernpartei och Eusko Alkartasuna som sträver efter ett självständigt Skottland, Bayern respektive Baskien. De vill dock att deras egna regioner ska bli fullvärdiga medlemmar i EU när de väl blir självständiga och ser EU som ett verktyg att öka regionernas inflytande.

## Struktur

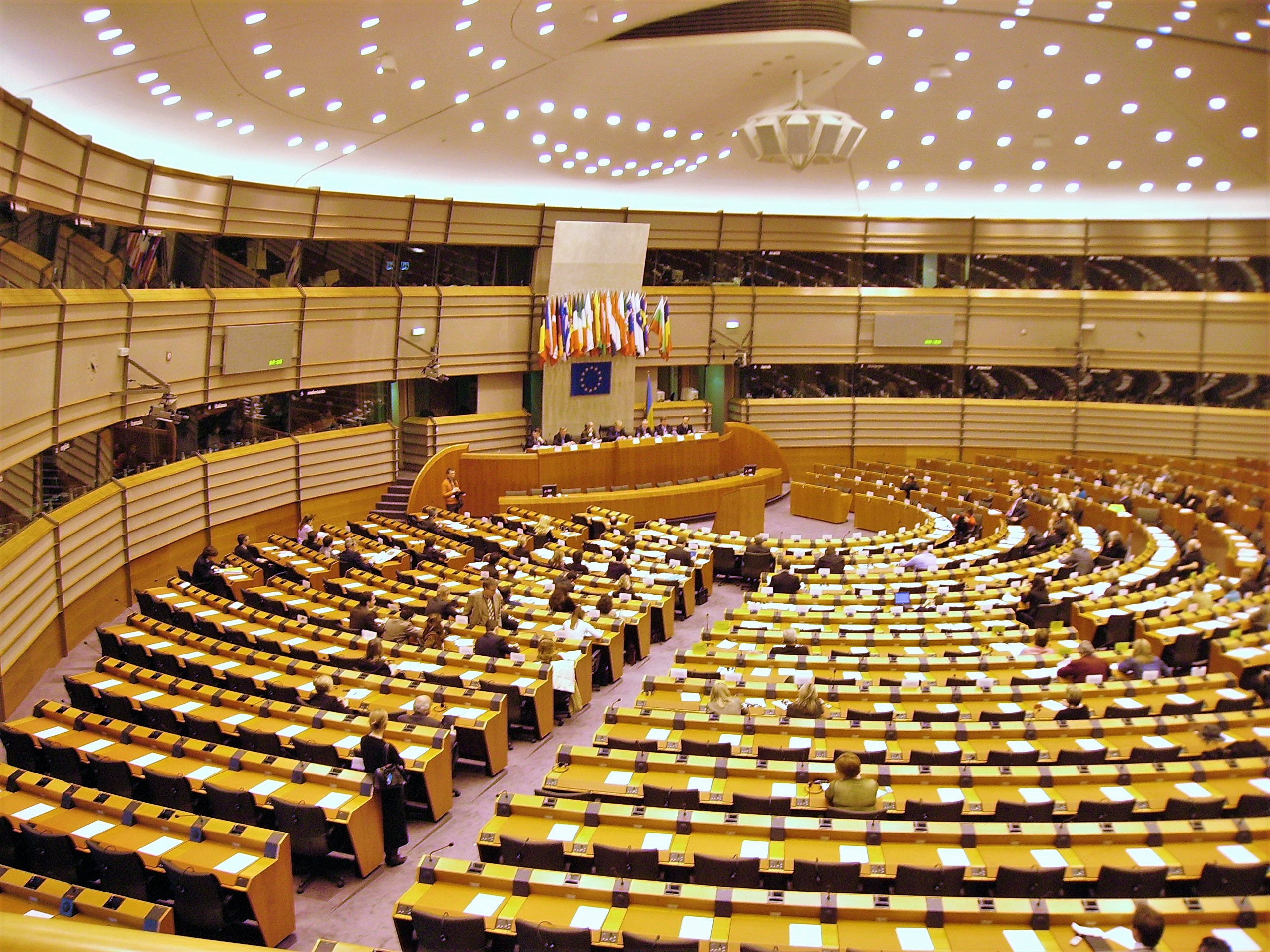
I parlamentet ingår EFA i G/EFA.

Det högsta beslutande organet inom Europeiska fria alliansen är dess generalförsamling. I församlingen ingår alla medlemspartier och varje parti har varsin röst. Innan ett parti kan bli medlem i EFA måste det ha varit observatör i minst ett år. Endast ett medlemsparti per region är tillåtet att vara medlem. Om flera partier från samma region vill vara medlemmar, krävs ett godkännande från det parti som redan är medlem. Partierna från samma region formar gemensamma delegationer i församlingen och har tillsammans endast en röst.
Ett presidium ansvarar för det dagliga arbetet i partiet. Presidiet leds av partiledaren. Partiet har också ett sekretariat, som bistår presidiet med det dagliga arbetet. Partiet är registrerat som en juridisk person i Bryssel, där det också har sitt huvudkontor.
EFA samarbetar också med flera andra organisationer. Den viktigaste samarbetsorganisationen är dess partigrupp Gruppen De gröna/Europeiska fria alliansen som den har tillsammans med Europeiska gröna partiet. EFA har också ett eget ungdomsförbund, Europeiska fria alliansens ungdomsförbund, där ungdomsförbunden till EFA:s medlemspartier ingår.

## Medlemspartier

### Fullvärdiga medlemspartier
|  |     |  | Namn                               | Land           |   |   |    |  |
|  | --- |  | ---------------------------------- | -------------- | - | - | -- |  |
|  | EFA |  | Ny-Flamländska Alliansen           | Belgien        | 0 | 0 | 3  |  |
|  | EFA |  | Pro deutschsprachigen Gemeinschaft | Belgien        | 0 | 0 | 0  |  |
|  | EFA |  | Sociaal-Liberale Partij            | Belgien        | 0 | 0 | 0  |  |
|  | EFA |  | OMO Ilinden - Pirin                | Bulgarien      | 0 | 0 | 0  |  |
|  | EFA |  | Ålands Framtid                     | Finland        | 0 | 0 | 0  |  |
|  | EFA |  | Catalan Unity                      | Frankrike      | 0 | 0 | 0  |  |
|  | EFA |  | Ligue Savoisienne                  | Frankrike      | 0 | 0 | 0  |  |
|  | EFA |  | Mouvement Région Savoie            | Frankrike      | 0 | 0 | 0  |  |
|  | EFA |  | Partit Occitan                     | Frankrike      | 0 | 0 | 0  |  |
|  | EFA |  | Partitu di a Nazione Corsa         | Frankrike      | 0 | 0 | 0  |  |
|  | EFA |  | Régions et Peuples Solidaires      | Frankrike      | 0 | 0 | 1  |  |
|  | EFA |  | Union démocratique bretonne        | Frankrike      | 0 | 0 | 0  |  |
|  | EFA |  | Union of the Alsatian People       | Frankrike      | 0 | 0 | 0  |  |
|  | EFA |  | Ouránio Tóxo                       | Grekland       | 0 | 0 | 0  |  |
|  | EFA |  | Emilian Free Alliance              | Italien        | 0 | 0 | 0  |  |
|  | EFA |  | Liga Veneta Repubblica             | Italien        | 0 | 0 | 0  |  |
|  | EFA |  | Partito Sardo d'Azione             | Italien        | 0 | 0 | 0  |  |
|  | EFA |  | Slovenska skupnost                 | Italien        | 0 | 0 | 0  |  |
|  | EFA |  | Süd-Tiroler Freiheit               | Italien        | 0 | 0 | 0  |  |
|  | EFA |  | Lettlands ryska union              | Lettland       | 0 | 0 | 1  |  |
|  | EFA |  | Lithuanian Polish People's Party   | Litauen        | 0 | 0 | 0  |  |
|  | EFA |  | Friese Nationale Partij            | Nederländerna  | 0 | 0 | 0  |  |
|  | EFA |  | Ruch Autonomii Śląska              | Polen          | 0 | 0 | 0  |  |
|  | EFA |  | Party of Regions of Slovakia       | Slovakien      | 0 | 0 | 0  |  |
|  | EFA |  | Bloque Nacionalista Galego         | Spanien        | 0 | 0 | 1  |  |
|  | EFA |  | Chunta Aragonesista                | Spanien        | 0 | 0 | 0  |  |
|  | EFA |  | Esquerra Republicana de Catalunya  | Spanien        | 0 | 0 | 2  |  |
|  | EFA |  | Eusko Alkartasuna                  | Spanien        | 0 | 0 | 0  |  |
|  | EFA |  | Partido Andalucista                | Spanien        | 0 | 0 | 0  |  |
|  | EFA |  | Partit Socialista de Mallorca      | Spanien        | 0 | 0 | 0  |  |
|  | EFA |  | Mebyon Kernow                      | Storbritannien | 0 | 0 | 0  |  |
|  | EFA |  | Plaid Cymru                        | Storbritannien | 0 | 0 | 1  |  |
|  | EFA |  | Scottish National Party            | Storbritannien | 0 | 0 | 3  |  |
|  | EFA |  | Moravané                           | Tjeckien       | 0 | 0 | 0  |  |
|  | EFA |  | Bayernpartei                       | Tyskland       | 0 | 0 | 0  |  |
|  | EFA |  | Die Friesen                        | Tyskland       | 0 | 0 | 0  |  |
|  | EFA |  | Sydslesvigsk Vælgerforening        | Tyskland       | 0 | 0 | 0  |  |
|  | EFA |  | Enotna lista                       | Österrike      | 0 | 0 | 0  |  |
|  | EFA |  | Individuella medlemmar             |                | 0 | 0 | 0  |  |
|  |     |  |                                    |                | 0 | 0 | 12 |  |

### Associerade partier
|  |  |  | Namn | Land |   |   |   |  |
|  |  |  | ---- | ---- | - | - | - |  |
|  |  |  |      |      | 0 | 0 | 0 |  |

### Observatörspartier
|  |  |  | Namn                                       | Land     |   |   |   |  |
|  |  |  | ------------------------------------------ | -------- | - | - | - |  |
|  |  |  | Movimento per l'Indipendenza della Sicilia | Italien  | 0 | 0 | 0 |  |
|  |  |  | Renouveau Valdôtain                        | Italien  | 0 | 0 | 0 |  |
|  |  |  | Lista za Rijeku - Lista per Fiume          | Kroatien | 0 | 0 | 0 |  |
|  |  |  | Serbska Ludowa Strona                      | Tyskland | 0 | 0 | 0 |  |
|  |  |  | Renewed Roma Union Party of Hungary        | Ungern   | 0 | 0 | 0 |  |
|  |  |  |                                            |          | 0 | 0 | 0 |  |

## Företrädare i Europeiska unionen

### Europeiska rådet
Europeiska fria alliansen saknar företrädare i Europeiska rådet.

### Europeiska kommissionen
Europeiska fria alliansen saknar företrädare i Europeiska kommissionen.

### Europaparlamentet

Parlamentets mandatfördelning
G/EFA:s andel mandat idag

I Europaparlamentet är EFA representerat genom Gruppen De gröna/Europeiska fria alliansen (G/EFA), som är en grupp bestående av EFA, Europeiska gröna partiet (EGP) samt oberoende Europaparlamentariker som har valt att ansluta sig separat till gruppen. Gruppen är den fjärde största i parlamentet, med ett 50-tal ledamöter, varav de flesta tillhör EGP. Partiets representation är betydligt högre i parlamentet än i rådet och kommissionen, där partiet saknar ledamöter.
Gruppledarskapet för G/EFA delas mellan Daniel Cohn-Bendit, som har varit politiskt aktiv i både Tyskland och Frankrike, och tyskan Rebecca Harms. G/EFA har ett eget presidium och ett sekretariat.